# Helena (Sängerin)

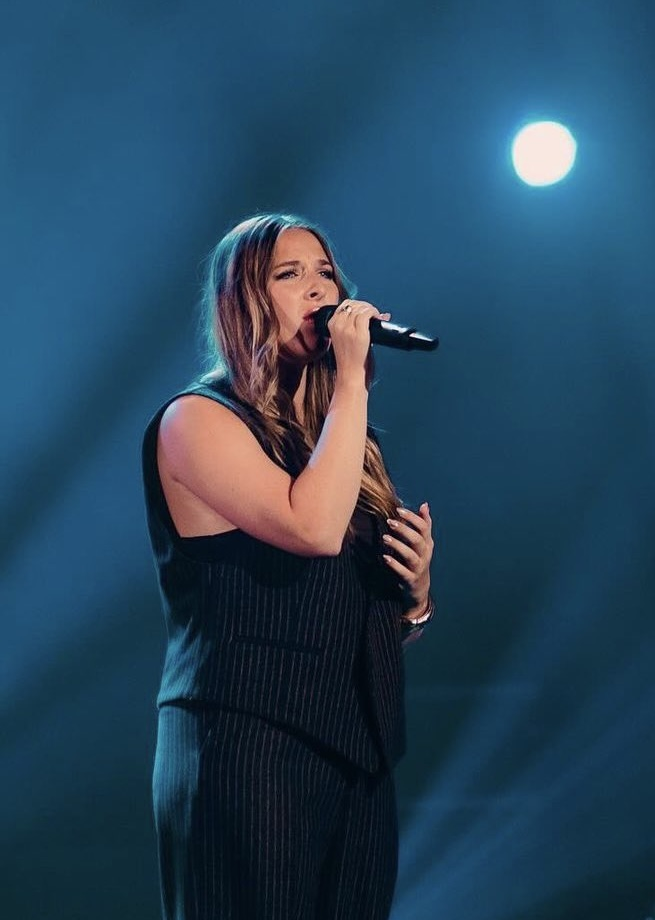
Helena (2024)

Helena (* 19. Februar 2002 in Uccle/Ukkel als Héléna Bailly) ist eine belgische Singer-Songwriterin.

## Karriere
Helena wurde 2002 in der Gemeinde Uccle der Region Brüssel-Hauptstadt geboren, wo sie vor dem Beginn ihres Gesangskarriere Logopädie studierte.
Zum Jahreswechsel 2023/2024 wurde sie einem breiten Publikum durch die Teilnahme an der Castingshow Star Academy bekannt, bei welcher sie das Halbfinale erreichte. Als Teil der Show trat sie dabei bei insgesamt 70 Konzerten auf. Im Zuge der Tour erschien ihre Debütsingle Aimée pour de vrai, der in ihrer Heimat bis auf Platz drei der Charts vorrückte. Im März 2025 veröffentlichte sie ihr Debütalbum Hélé, mit welchem sie auf Anhieb Platz eins in Frankreich sowie im französischen Teil Belgiens erzielte.

## Diskografie

### Alben
| Jahr | Titel Musiklabel       | Höchstplatzierung, Gesamtwochen, AuszeichnungChartplatzierungen (Jahr, Titel, Musiklabel, Platzierungen, Wochen, Auszeichnungen, Anmerkungen) | Höchstplatzierung, Gesamtwochen, AuszeichnungChartplatzierungen (Jahr, Titel, Musiklabel, Platzierungen, Wochen, Auszeichnungen, Anmerkungen) | Höchstplatzierung, Gesamtwochen, AuszeichnungChartplatzierungen (Jahr, Titel, Musiklabel, Platzierungen, Wochen, Auszeichnungen, Anmerkungen) | Höchstplatzierung, Gesamtwochen, AuszeichnungChartplatzierungen (Jahr, Titel, Musiklabel, Platzierungen, Wochen, Auszeichnungen, Anmerkungen) | Anmerkungen                         |
| Jahr | Titel Musiklabel       | BEW | BEF | FR | CH | Anmerkungen                         |
| ---- | ---------------------- | --- | --- | --- | --- | ----------------------------------- |
| 2025 | Hélé Sony Music France | BEW1 (… Wo.)BEW | BEF8 (… Wo.)BEF | FR1 Gold · (… Wo.)FR | CH6 (… Wo.)CH | Erstveröffentlichung: 14. März 2025 |

### EPs
- 2024: Pas de seum pour le summer

### Singles
| Jahr | Titel Album                                                | Höchstplatzierung, Gesamtwochen, AuszeichnungChartplatzierungen (Jahr, Titel, Album, Platzierungen, Wochen, Auszeichnungen, Anmerkungen) | Höchstplatzierung, Gesamtwochen, AuszeichnungChartplatzierungen (Jahr, Titel, Album, Platzierungen, Wochen, Auszeichnungen, Anmerkungen) | Höchstplatzierung, Gesamtwochen, AuszeichnungChartplatzierungen (Jahr, Titel, Album, Platzierungen, Wochen, Auszeichnungen, Anmerkungen) | Höchstplatzierung, Gesamtwochen, AuszeichnungChartplatzierungen (Jahr, Titel, Album, Platzierungen, Wochen, Auszeichnungen, Anmerkungen) | Anmerkungen                             |
| Jahr | Titel Album                                                | BEW | BEF | FR | CH | Anmerkungen                             |
| --- | ---------------------------------------------------------- | --- | --- | --- | --- | --------------------------------------- |
| 2024 | Aimée pour de vrai Star Academy – L’album de la promo 2023 | BEW5 Gold · (15 Wo.)BEW | — | FR37 Gold · (10 Wo.)FR | — | Erstveröffentlichung: 1. März 2024      |
| 2024 | Mauvais garçon Hélé                                        | BEW3 (… Wo.)BEW | — | FR17 Diamant · (… Wo.)FR | — | Erstveröffentlichung: 20. November 2024 |
| 2025 | Gentil garçon Hélé                                         | BEW50 (1 Wo.)BEW | — | FR116 (1 Wo.)FR | — | Erstveröffentlichung: 19. Februar 2025  |
| Folgende Lieder erschienen nicht als Single, wurden aber durch das Album zum Download und Streaming bereitgestellt und konnten somit eine Platzierung erlangen: |                                                            | | | | |                                         |
| |                                                            | | | | |                                         |
| 2024 | Summer Body Hélé • Pas de seum pour le summer              | BEW25 Gold · (2 Wo.)BEW | — | FR80 Platin · (22 Wo.)FR | — |                                         |
| 2024 | Nouveau cœur Hélé • Pas de seum pour le summer             | BEW37 (4 Wo.)BEW | — | FR161 (1 Wo.)FR | — |                                         |
| 2025 | Tout a changé (Rien n’a changé) Hélé                       | — | — | FR146 (1 Wo.)FR | — |                                         |
| 2025 | Mélatonine Hélé                                            | BEW8 (… Wo.)BEW | — | FR157 (1 Wo.)FR | — |                                         |
| 2025 | Adieu mon amour Hélé                                       | — | — | FR158 (1 Wo.)FR | — |                                         |
| 2025 | Bonne maman Hélé                                           | — | — | FR179 (1 Wo.)FR | — |                                         |